# Денс Парк
«Денс Парк» (англ. Dens Park) — футбольний стадіон в Данді, Шотландія,  домашня арена ФК «Данді».
Стадіон побудований та відкритий у 1899 році. У 1999 році був реконструйований. Знаходиться за 300 метрів від стадіону ФК «Данді Юнайтед» «Теннедайс Парк».